# Digul
Der Digul (indonesisch Sungai Digul, früher niederländisch Digoel) in den indonesischen Provinzen Papua Pegunungan und Papua Selatan ist mit 853 km einer der längsten Flüsse in Westneuguinea. Er entspringt auf über 3700 m Höhe im Jayawijaya-Gebirge, dem östlichen Ausläufer des Maoke-Gebirges. Er fließt in südwestlicher Richtung größtenteils durch sumpfiges Tiefland und mündet in einem Delta nördlich der Yos-Sudarso-Insel in die Arafurasee. Entlang des südlichen Verlaufs des Flusses liegen die Siedlungsgebiete der Makleeu-anim. Ostwärts schließen die der Marind-anim an.
Im Digul wurden 1982 mehr als 30 Fischarten gefunden. Über die übrige Fauna des weitgehend unberührten Gebietes ist praktisch nichts bekannt.